# Береговой канал
Береговой канал (англ. Intracoastal Waterway) — система канализированных водных путей вдоль побережья Мексиканского залива и Атлантического океана на юге и востоке США. 
Общая длина — 4800 км, считается самым протяжённым в мире судоходным каналом (хотя, строго говоря, не является одним непрерывным водным путём). 
Глубина на основных участках — от 2,85 до 3,66 м, минимальная — 1,9 м (канал Дисмал-Суомп). Канал используется в основном речными судами, за исключением некоторых участков вдоль атлантического побережья, которые могут принимать морские суда. 
Строился в течение нескольких десятилетий, начиная с 1909 года, когда Акт по рекам и гаваням объявил создание берегового водного пути от Бостона до Рио-Гранде национальным проектом.
Поддерживается на федеральном уровне, плата за пользование не взимается. 

## Описание
Канал состоит из двух частей, разделённых полуостровом Флорида — мексиканской (от Браунсвилла, Техас до Апалачиколы, Флорида) и атлантической (от Майами, Флорида до Бостона, Массачусетс). Изначально планировался как единый водный путь от Нью-Йорка до Браунсвилла, но связывающий канал в северной части Флориды так и не был завершён. Частично проходит по заливам, лагунам и рекам (например, по Памлико-Саунд и Албемарл-Саунд), во многих местах соединён с внутриматериковыми водными путями.

### Атлантический Береговой канал
Атлантический Береговой канал обслуживает порты от Бостона до Ки-Уэст, связан с несколькими важными искусственными каналами, включая Кейп-Код, Чесапик-энд-Делавэр, а также Чесапик-Албемарл. Во времена Второй мировой войны значимость канала повысилась из-за защищённости от немецких кораблей и субмарин. В районе Норфолка (Вирджиния) каналом пользуются коммерческие перевозчики (океанические суда и баржи), в то время как юг атлантической части в основном используется для рекреационного судоходства. Основные грузоперевозки: древесная масса, бумага, нефтепродукты.

### Береговой канал Мексиканского залива
Береговой канал Мексиканского залива имеет длину более чем 1800 км и тянется от восточной конечности границы с Мексикой до бухты Апалачи-Бэй у основания Флориды. Проходит в основном за барьерными островами, имеет ширину 45 м и глубину 3,6 м. С восточной стороны нет прямой связки с атлантической частью, в неё можно попасть только через Мексиканский залив и водный путь Окичоби глубиной 1,8 м.
Канал наиболее сильно загружен коммерческими судами в районе Нового Орлеана, вдоль речной системы Блэк-Уорриор-Томбигби в сторону бухты Мобил и к западу, в сторону крупных портов штата Техас. Канал между Плейкмайн и Морган-Сити напрямую связывает порт Нового Орлеана с водными путями обширной речной системы Миссисипи. Часть Берегового канала проходит по Промышленному каналу (Навигационный канал внутренней гавани, англ. Inner Harbor Navigation Canal). Основные грузоперевозки: нефть и продукты нефтепереработки, металлические трубы, оборудование для нефтяных вышек, сера.